# Dolina Dolnej Soły
Dolina Dolnej Soły (PLB12004) – obszar specjalnej ochrony ptaków Natura 2000, położony w mezoregionach Doliny Górnej Wisły oraz Podgórza Wilamowickiego. Znajduje się w województwie małopolskim i województwie śląskim, nad dolnym biegiem Soły. Obszar został ustanowiony w marcu 2011 roku.
Na obszarze znajdują się kompleksy stawów hodowlanych, w których prowadzona w jest hodowla między innymi karpia.

## Warunki naturalne
Soła na terenie obszaru płynie szybko tworząc liczne bystrza. Ma charakter podgórskiej rzeki, z kamienistym korytem i zaroślami, w większości wiklinowymi.
Dużą część obszaru stanowią rozległe kompleksy stawów hodowlanych, z czego największymi są te w: Grojcu, Malcu i Osieku.

## Fauna

### Ssaki
Występują tu wydry oraz bobry, które od 1999 r. zaczęto reintrodukować na tym obszarze.

### Ptactwo
Na obszarze zidentyfikowano 12 gatunków ptaków, wymienionych w Załączniku I Dyrektywy Ptasiej, są to: bąk, bączek, bocian biały, błotniak stawowy, rybitwa rzeczna, rybitwa białowąsa, rybitwa czarna, dzięcioł zielonosiwy, ślepowron, czernica i gąsiorek.